# Söderköpings stad
Denna artikel handlar om den tidigare kommunen Söderköpings stad. För orten se Söderköping, för dagens kommun, se Söderköpings kommun.
Söderköpings stad var en stad och kommun i Östergötlands län. 

## Administrativ historik
Staden anlades i början av 1200-talet efter en fastställd stadsplan och hela medeltidsstaden var utbyggd cirka 1250. Söderköpings urgamla stadsprivilegier bekräftas 1513 vilken sedan sker åtskilliga gånger. 
Staden blev en egen kommun, enligt Förordning om kommunalstyrelse i stad (SFS 1862:14) 1 januari 1863, då Sveriges kommunsystem infördes. Genom kommunreformen 1952 inkorporerades Drothems landskommun och Skönberga landskommun.
Staden gick 1 januari 1971 upp i den nybildade Söderköpings kommun.

### Judiciell tillhörighet
Staden hade egen jurisdiktion med magistrat och rådhusrätt fram till 1 januari 1947, då den lades under landsrätt i Hammarkinds, Stegeborgs och Skärkinds domsaga och domsagans tingslag.. 

### Kyrklig tillhörighet
I kyrkligt hänseende tillhörde staden Söderköpings församling, vilken namnändrades 1953 till S:t Laurentii församling. 1 januari 1952 tillkom församlingarna Drothem och Skönberga.

### Sockenkod
För registrerade fornfynd med mera så återfinns staden inom ett område definierat av sockenkod 0506 som motsvarar den omfattning staden hade kring 1950.  

## Stadsvapnet
Blasonering: I blått fält tre balkar av silver, åtföljda av åtta sexuddiga stjärnor av guld ordnade 1.3.3.1.
Motivet kommer från ett sigill från 1430-talet. Vapnet fastställdes för staden av Kungl. Maj:t år 1946. Efter kommunbildningen registrerades det hos Patent- och registreringsverket 1975.

## Geografi
Söderköpings stad omfattade den 1 januari 1952 en areal av 151,93 km², varav 150,00 km² land.

### Tätorter i staden 1960
I Söderköpings stad fanns tätorten Söderköping, som hade 3 648 invånare den 1 november 1960. Tätortsgraden i staden var då 66,9 procent.

## Politik

### Mandatfördelning i Söderköpings stad 1919–1966
| 8 | 6 | 10 |

| 21 |

| 8 | 6 | 10 |

| 21 |

| 8 | 8 | 8 |

| 22 |

| 8 | 1 | 4 | 11 |

| 22 |

| 8 | 4 | 4 | 8 |

| 22 |

| 9 | 7 | 8 |

| 22 |

| 12 | 4 | 8 |

| 22 |

| 12 | 4 | 8 |

| 21 |

| 11 | 5 | 8 |

| 22 |

| 15 | 5 | 5 | 8 |

| 32 |

| 15 | 4 | 5 | 9 |

| 30 |

| 14 | 5 | 4 | 10 |

| 30 |

| 15 | 6 | 4 | 8 |

| 29 |

| 14 | 6 | 4 |  | 8 |

| 26 | 7 |